# Porsegöl (Tuna socken, Småland)
Porsegöl är en sjö i Vimmerby kommun i Småland och ingår i Marströmmens huvudavrinningsområde.